# Daniel Aranzubia
Daniel Aranzubia Aguado (Logroño, 18 september 1979) is een Spaans voormalig doelman in het betaald voetbal. Hij sloot in 2014 zijn loopbaan af bij Atletico Madrid. In juni 2004 speelde hij 
één interland in het Spaans voetbalelftal.

## Clubvoetbal
Aranzubia speelde eerst een aantal jaar in de jeugdopleiding van Athletic de Bilbao voordat hij in het seizoen 2000/2001 bij het eerste elftal kwam. De doelman debuteerde op 10 april 2001 tegen Real Sociedad (1-3 nederlaag) in de Primera División. In zijn eerste twee seizoenen bij het eerste elftal was Aranzubia voornamelijk tweede keus achter Iñaki Lafuente. In het seizoen 2002/2003 werd hij uiteindelijk eerste keus en in de twee opvolgende jaren stond Aranzubia in bijna alle competitiewedstrijden bij Athletic de Bilbao op doel. In de seizoenen 2005/2006 en 2006/2007 was Aranzubia minder onaantastbaar en hij en Lafuente speelden vrijwel evenveel competitiewedstrijden. Hij scoorde op 20-02-2011 zijn eerste doelpunt in het betaalde voetbal.

### Statistieken
| seizoen | club                   | land            | competitie       | wed. | goals |
| ------- | ---------------------- | --------------- | ---------------- | ---- | ----- |
| 1997/98 | CD Baskonia            | Vlag van Spanje | Tercera División | 31   | 0     |
| 1998/99 | Athletic Bilbao        | Vlag van Spanje | Primera División | 33   | 0     |
| 1999/00 | Athletic Bilbao        | Vlag van Spanje | Primera División | 0    | 0     |
| 2000/01 | Athletic Bilbao        | Vlag van Spanje | Primera División | 2    | 0     |
| 2001/02 | Athletic Bilbao        | Vlag van Spanje | Primera División | 7    | 0     |
| 2002/03 | Athletic Bilbao        | Vlag van Spanje | Primera División | 25   | 0     |
| 2003/04 | Athletic Bilbao        | Vlag van Spanje | Primera División | 34   | 0     |
| 2004/05 | Athletic Bilbao        | Vlag van Spanje | Primera División | 37   | 0     |
| 2005/06 | Athletic Bilbao        | Vlag van Spanje | Primera División | 18   | 0     |
| 2006/07 | Athletic Bilbao        | Vlag van Spanje | Primera División | 28   | 0     |
| 2007/08 | Athletic Bilbao        | Vlag van Spanje | Primera División | 10   | 0     |
| 2008/09 | Deportivo de La Coruña | Vlag van Spanje | Primera División | 37   | 0     |
| 2009/10 | Deportivo de La Coruña | Vlag van Spanje | Primera División | 36   | 0     |
| 2010/11 | Deportivo de La Coruña | Vlag van Spanje | Primera División | 32   | 1     |
| 2011/12 | Deportivo de La Coruña | Vlag van Spanje | Segunda División | 38   | 0     |
| 2012/13 | Deportivo de La Coruña | Vlag van Spanje | Primera División | 35   | 0     |
| 2013/14 | Atlético Madrid        | Vlag van Spanje | Primera División | 1    | 0     |

## Nationaal elftal
Aranzubia won in 1999 met Spanje het Wereldkampioenschap Onder-20 in Nigeria. Hij was eerste doelman op het toernooi, voor Real Madrid-keeper Iker Casillas, en Aranzubia speelde vijf van de zeven wedstrijden. Een jaar later behaalde hij de zilveren medaille op de Olympische Spelen 2000 in Sydney. In de finale werd na strafschoppen verloren van Kameroen. Ook op dit toernooi was Aranzubia de vaste doelman van Spanje. Aranzubia speelde op 5 juni 2004 tegen Andorra (4-0 winst) zijn eerste en tevens enige interland voor het Spaans nationaal elftal. Hij behoorde tot de selectie voor het EK 2004 in Portugal, maar de doelman kwam op dit toernooi niet in actie.

## Erelijst
Atlético Madrid
- Primera División

2014
1 Aranzubia ·
2 Lacruz ·
3 Capdevila ·
4 Marchena ·
5 Vergara ·
6 Albelda ·
7 Angulo ·
8 Xavi ·
9 José Marí ·
10 Gabri ·
11 Ferrón ·
12 Puyol ·
13 Luque ·
14 Amaya ·
15 Ismael ·
16 Velamazán · 
17 Tamudo ·
18 Ortiz ·
19 Dorado ·
20 Ania · 
21 Jesuli ·
22 Láinez ·
Coach: Sáez
1 Cañizares ·
2 Capdevila ·
3 Marchena ·
4 Albelda ·
5 Puyol ·
6 Helguera ·
7 Raúl  ·
8 Baraja ·
9 Torres ·
10 Morientes ·
11 Luque ·
12 Gabri ·
13 Aranzubia ·
14 Vicente ·
15 Bravo ·
16 Alonso ·
17 Etxeberria ·
18 César ·
19 Joaquín ·
20 Xavi ·
21 Valerón ·
22 Juanito ·
23 Casillas ·
Coach: Sáez